# Миколаївська перша волость (Херсонський повіт)
Миколаївська перша волость — адміністративно-територіальна одиниця Херсонського повіту Херсонської губернії.
Станом на 1886 рік складалася з 15 поселень, 15 сільських громад. Населення — 2799 осіб (1433 чоловічої статі та 1364 — жіночої), 509 дворових господарства.
|                     | Площа, десятин | У тому числі орної, дес. |
| ------------------- | -------------- | ------------------------ |
| Сільських громад    | 4490           | 3052                     |
| Приватної власності | 32633          | 11041                    |
| Іншої власності     | 240            | 200                      |
| Загалом             | 37363          | 14293                    |

Найбільші поселення волості:
- Миколаївка перша (Козельська) — село при річці Інгулець за 125 верст від повітового міста, 474 особи, 92 двори, православна церква, лавка.
- Андріївка (Сочеванова) — село при річці Інгулець, 458 осіб, 90 дворів, православна церква.
- Скелеватка — село при річці Інгулець, 389 осіб, 77 дворів, лавка.